# Pseudospermus
Pseudospermus is een kevergeslacht uit de familie van de boktorren (Cerambycidae). De wetenschappelijke naam van het geslacht werd voor het eerst geldig gepubliceerd in 1934 door Pic.

## Soorten
Pseudospermus omvat de volgende soorten:
- Pseudospermus grisescens Pic, 1934
- Pseudospermus viridescens Breuning, 1974